# Sherlock Holmes New Yorkban
Sherlock Holmes New Yorkban (Sherlock Holmes in New York) 1976-ban bemutatott amerikai bűnügyi kalandfilm-vígjáték, Boris Sagal rendezésében, Roger Moore, Patrick Macnee, Charlotte Rampling és John Huston főszereplésével. A történet nem tartozik Sir Arthur Conan Doyle műveinek sorába. A forgatókönyvet Alvin Sapinsley írta, Conan Doyle regényhőseit felhasználva.

## Cselekmény
1901-ben Sherlock Holmes felkeresi nagy ellenfelét, Moriarty professzort annak londoni rejtekhelyén, és diadalmasan közli vele, hogy egész bűnszervezetét felgöngyölítették, bűntársai mind rendőri őrizetbe kerültek. A „bűnözők királya” kiutasítja házából az egyedül érkezett Sherlockot, és megfenyegeti, hogy egy olyan egyedülálló, világra szóló bűntényt szervez, melynek révén teljesen lerombolja Sherlock hírnevét, mielőtt végleg végezne vele.
Néhány héttel később Sherlock levelet kap New Yorkból, mely két színházjegyet tartalmaz. Sherlock úgy véli, régi kedves ismerőse, Irene Adler, a híres színésznő küldhette, aki a jelek szerint nagy veszélyben lehet. Sherlock Moriarty professzorra gyanakszik, és Watsonnal együtt azonnal New Yorkba hajózik.
New Yorkban nyomozva Sherlock kideríti, hogy Irene Adler fiát, Scottot elrabolták és fogva tartják Moriarty emberei. Az anyának megtiltják, hogy a rendőrséghez forduljon. Moriarty levelet küld Sherlocknak is, melyben figyelmezteti, hogy ha a New York-i rendőrség egy bűnügyben segítségért fordulna hozzá, utasítsa vissza a közreműködést, minden indoklás nélkül. Ha nem így tesz, a fiú meghal. Sherlock észreveszi, hogy Irene lakását Moriarty emberei folyamatos megfigyelés alatt tartják. 
Sherlockot még aznap felkeresi Lafferty felügyelő a New York-i rendőrségtől és Mr McGrew, a Nemzetközi Aranytőzsde elnöke. Elmondják, hogy hihetetlen bűncselekmény történt: A New York-i központi bank föld alatti raktárából egyetlen éjszaka alatt ellopták a világ kormányainak összes ott őrzött aranykészleteit. Néhány nap múlva aranyrúd-tranzakciót terveznek két nagyhatalom készletei között, és ha a lopás ekkor kitudódik, az háborúhoz vezet, ezért Sherlock közreműködését kérik. Az elrabolt Scott életét védve Sherlock megtagadja a nyomozást, indoklás nélkül, ahogy Moriarty levelében követelte. Az értetlenkedő Watson egy megjegyzése azonban arra készteti, hogy nyomozni kezdjen a fiú holléte után. Moriarty figyelőinek kijátszására Irene, a színésznő Sherlock-nak álcázza magát, közben Sherlockot álruhában kicsempészik a házból. Sherlock megtalálja Scott rejtekhelyét, és együttműködésre kényszeríti a fiút fogva tartó fiatal színésznőt, Scott jó barátját, akit Moriarty emberei fenyegetéssel vették rá az emberrablásra. Sherlock egy ládában hazacsempészi anyjához a fiút, aki azt hitte, csak egy vicces játékban vett részt. Moriarty megtévesztett emberei azt hiszik, Scott továbbra is a fogságukban van. Miután a fiút biztonságba helyezte, és már nem tudják zsarolni a megölésével, Sherlock titokban bekapcsolódik az aranylopás rendőri nyomozásába.
Sherlock megvizsgálja az előző éjszaka kirabolt aranytrezort, melyet úgy tűnik, egy föld alatt fúrt alagúton át ürítettek ki. A sziklába vágott alagút fúrásának zaját a szomszédban éppen folyó metróépítés zaja nyomhatta el. Sherlock kiszámítja, hogy a több tonnányi aranyrúd kiszállítása a szűk alagúton át több hetet venne igénybe. A trezorba vezető lift drótköteleinek hosszát, a lift sebességét és menetidejét vizsgálva Sherlock arra a következtetésre jut, hogy Moriarty emberei nem a valódi aranyraktárt ürítették ki, hanem az aranyraktár fölött néhány méterrel építettek egy másik, üres trezort, az eredetinek pontos mását, arany nélkül. A lift függesztő sínjeit és drótköteleit úgy manipulálták, hogy a lift megálljon a felső, hamis trezornál, melynek összes védelmi berendezése, zárjai és rácsai is azonosak az eredeti zárakkal. Ehhez Moriarty a metróépítő cég és a bank megvesztegetett embereit használta fel. A tervezett aranyrúd-tranzakció előtti napon Sherlock jelzi Lafferty felügyelőnek és McGrew tőzsdei elnöknek, hogy megoldott a rejtélyt, és meghívja őket az aranytrezor meglátogatására. A csodálkozó tisztviselők a liftből kilépve hiánytalanul és érintetlenül megtalálják a teljes aranyrúd-készletet. Sherlock nem árulja el nekik a rejtély megfejtését, sem azt, hogy maga távolította el titokban a liftbe épített ütközőket, így a lift ismét az eredeti, érintetlen aranytrezornál állt meg. Úgy véli, majd Dr. Watson megírja ennek krónikáját. A New York-i rendőrség letartóztatja Moriarty bűnszervezetének tagjait, de maga a professzor megszökik. Egy Sherlock nevében küldött hamis távirat révén még egyszer elrabolja Scottot. Vad lovaskocsis üldözés után Sherlock és a rendőrök kiszabadítják a fiút, de a zűrzavarban Moriarty ismét megszökik, újabb kalandokkal fenyegetve Sherlockot.
Sherlock érzelmes búcsút vesz Irene-től, akihez régóta erős érzelmi szálak fűzik. A nő elmondja, hogy fia, Scott igen éles elméjű és jó érzéke van rejtélyek megoldásában. Scott minden jel szerint Sherlock fia. A szülők útjai mégis szétválnak. Irene Sherlocknak adja Scott fényképét, amelyet eddig ő maga viselt egy medaillonban.

## Szereposztás
| Szerep                            | Színész            | Magyar hangja (1. szinkron, 1997) | Magyar hangja (2. szinkron, 2001) |
| --------------------------------- | ------------------ | --------------------------------- | --------------------------------- |
| Sherlock Holmes                   | Roger Moore        | Láng József                       | Láng József                       |
| James Moriarty professzor         | John Huston        | Gera Zoltán                       | Gruber Hugó                       |
| Dr. Watson                        | Patrick Macnee     | Balázs Péter                      | Makay Sándor                      |
| Irene Adler színésznő             | Charlotte Rampling | Bencze Ilona                      | Igó Éva                           |
| Lafferty felügyelő                | David Huddleston   | Tolnai Miklós                     | Horkai János                      |
| Reichenbach kisasszony, nevelőnő  | Signe Hasso        | Tanai Bella                       | Mednyánszky Ági                   |
| Mortimer McGrew aranytőzsde-elnök | Gig Young          | Ujréti László                     | Rajhona Ádám                      |
| Daniel Furman                     | Leon Ames          | Szoó György                       | (n. a.)                           |
| Heller                            | John Abbott        | Dengyel Iván                      | (n. a.)                           |
| Scott Adler, Irene fia            | Geoffrey Moore     | Molnár Levente                    | (n. a.)                           |
| Ingatlantulajdonos                | Jackie Coogan      | (n. a.)                           | (n. a.)                           |
| Mrs. Hudson, Holmes házvezetőnője | Marjorie Bennett   | (n. a.)                           | (n. a.)                           |

## Gyártás
A filmet teljes egészében Dél-Kaliforniában forgatták, Los Angeles nyugati részén, a 20th Century Fox telephelyén. A színházi jeleneteket a Santa Monica-i Mayfair Music Hallban vették fel.
Roger Moore kezdetben nem lelkesedett Sherlock Holmes szerepéért, a forgatókönyvet megismerve azonban megváltoztatta véleményét, érdekesnek és eredetinek találta a feladatot, különösen a nagy mennyiségű dialógus miatt.
Moriarty professzor, a főgonosz szerepét John Huston színész–rendező kapta. Filmbéli íróasztalán egy ékkövekkel díszített sólyomszobor látható, visszautalva Huston klasszikus filmrendezésére, az 1941-es Máltai sólyomra.
Patrick Macnee kicsit ügyefogyottra vette az általa játszott Dr. Watson figuráját. Másfél évtizeddel később Macnee még két tévéfilmben alakította ugyanezt a szerepet, mindkettőben a Sherlock Holmest játszó Christopher Lee partnereként: Sásdy Péter rendező 1991-es Sherlock Holmes és a primadonna című és Bill Corcoran rendező 1992-es Bűntény a Viktória-vízesésnél című filmjében. E két későbbi filmben Macnee már komolyabb, intelligensebb karakterként ábrázolta Dr. Watsont.

## További információ
- Sherlock Holmes New Yorkban a PORT.hu-n (magyarul)
- Sherlock Holmes New Yorkban az Internetes Szinkronadatbázisban (magyarul)
- Sherlock Holmes New Yorkban az Internet Movie Database-ben (angolul)
- Sherlock Holmes New Yorkban a Rotten Tomatoeson (angolul)
- Sherlock Holmes New Yorkban a Box Office Mojón (angolul)
- Sherlock Holmes à New York (francia nyelven). AlloCiné.fr
- Sherlock Holmes in New York (német nyelven). Filmdienst.de
- Sherlock Holmes New Yorkban (magyar nyelven). TMDB (The MovieWeb Adatbázis)
- Sherlock Holmes New Yorkban (magyar nyelven). MAFAB.hu